# Sixeonotus brevis
Sixeonotus brevis är en insektsart som beskrevs av Knight 1926. Sixeonotus brevis ingår i släktet Sixeonotus och familjen ängsskinnbaggar. Inga underarter finns listade i Catalogue of Life.